# Alfred Fenz

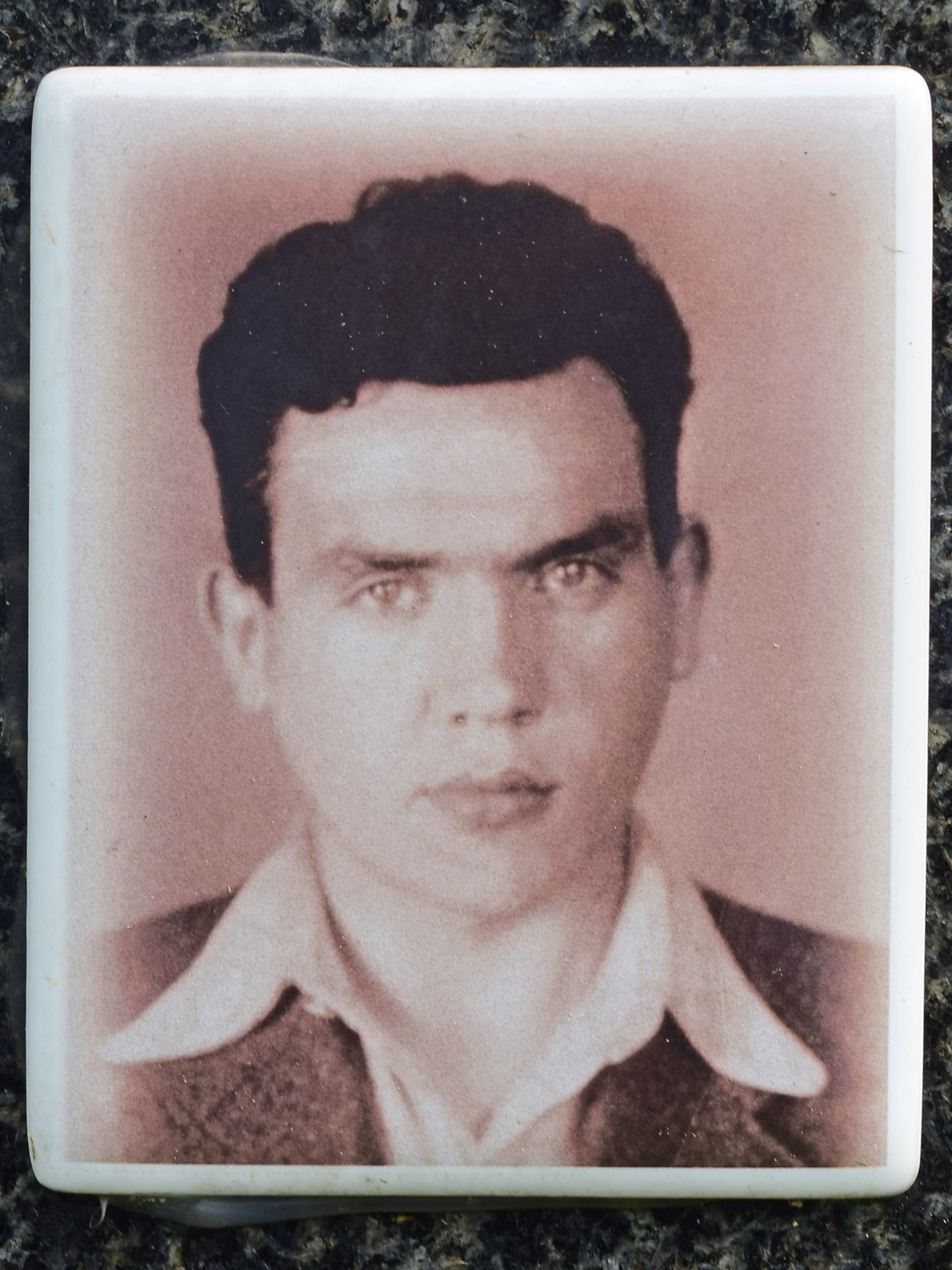
Bild vom Grabstein auf dem Wiener Zentralfriedhof, Gruppe 40

Alfred Fenz (geboren am 22. Februar 1920 in Wien; gestorben am 2. November 1943 in Wien) war ein österreichischer Elektroingenieur und Widerstandskämpfer gegen das NS-Regime. Er wurde von der NS-Justiz zum Tode verurteilt und im Wiener Landesgericht mit dem Fallbeil hingerichtet.

## Leben
Fenz war führender Funktionär des ab 1934 illegalen Kommunistischen Jugendverband Österreichs (KJVÖ) und gehörte der Widerstandsgruppe Der Soldatenrat an, die in Flugschriften und Soldatenbriefen zahlreiche Frontkämpfer von der fehlenden Sinnhaftigkeit des Krieges und der barbarischen Natur des NS-Regime zu überzeugen suchte. Es handelte sich bei dieser Gruppe – laut Einschätzung von Maria Szécsi, Karl R. Stadler, Walter Göhring oder Eduard Rabofsky – um eine „der umfangreichsten Organisationen des österreichischen Widerstand“.
Alfred Fenz wurde am 23. April 1942 festgenommen und von der Gestapo Wien erkennungsdienstlich behandelt sowie am 25. September 1943 vom Volksgerichtshof wegen „Vorbereitung zum Hochverrat“ zum Tode verurteilt. Während seiner Verhöre durch die Wiener Gestapo schützte Fenz ausdrücklich den Verdächtigten Christian Broda, den späteren Justizminister Österreichs, indem er betonte, dass dieser aus dem KJVÖ ausgeschlossen worden sei und „mit ihm deshalb keine Zusammenarbeit gewünscht wurde“. Mutmaßlich nur durch diese Aussage (und eine ebenso entlastende seitens Alfred Rabofsky) überlebte Broda knapp das NS-Regime.
Fenz wurde am 2. November 1943 im Wiener Landesgericht mittels der Guillotine hingerichtet. Gemeinsam mit Fenz wurden am selben Tag fünf weitere Mitglieder der Widerstandsgruppe vom NS-Regime ermordet: die Studentin Elfriede Hartmann, der Schneidergehilfe Felix Imre, der Schüler und Soldat Walter Kämpf, die Postbeamtin Leopoldine Kovarik und der Handelsangestellte Friedrich Mastny. Das Alter aller sechs an diesem Tag Hingerichteten des Soldatenrats lang zwischen 22 und 25 Jahren.
Die Urteilsbegründung lautete:

„Der Angeklagte Fenz hat als führender Funktionär des Kommunistischen Jugendverbandes in Wien und Umgegend durch Werbung von Mitgliedern, Teilnahme an zahlreichen Besprechungen mit führenden Funktionären des KJV und mit ihm unterstellten auswärtigen Ortsleitern sowie durch laufende Verbreitung von Druckschriften den kommunistischen Hochverrat organisatorisch und agitatorisch bis in das Jahr 1942 hinein vorbereitet. Er hat ferner durch Teilnahme an der Vorbereitung von Sabotageanschlägen sowie durch dahingehende Aufforderungen an die ihm unterstellten auswärtigen Ortsgruppenleiter sowie durch Verbreitung von zahlreichen Handzetteln mit der Aufforderung zur Verminderung der Arbeitsleistung, endlich durch Sammlung von Feldpostanschriften zum Zwecke der Versendung eine Schrift wehrkraftzersetzenden Inhalts an Wehrmachtsangehörige und Vorbereitung einer solchen Versendung es versucht, die Wehrmacht zur Erfüllung ihrer Schutzpflicht gegenüber dem Deutschen Reich untauglich zu machen und den Willen des deutschen Volkes zur wehrhaften Selbstbehauptung zu lähmen und zu zersetzen. Er wird deshalb zum Tode und zum Verlust der bürgerlichen Ehrenrechte auf Lebenszeit verurteilt. Auch hat er die Kosten des Verfahrens zu tragen.“

## Gedenken
Der Name von Alfred Fenz findet sich auf der Gedenktafel im ehemaligen Hinrichtungsraum des Wiener Landesgerichts.  Er ist in der Schachtgräberanlage der Gruppe 40 (Reihe 25/Grab 191) des Wiener Zentralfriedhofes bestattet.